# Sant Gregori
Sant Gregori är en kommun i Spanien.   Den ligger i provinsen Província de Girona och regionen Katalonien, i den östra delen av landet, 600 km öster om huvudstaden Madrid. Antalet invånare är 3 343. Arean är 49 kvadratkilometer. Sant Gregori gränsar till Girona, Canet d'Adri, Palol de Revardit, Sant Julià de Ramis, Sarrià de Ter, Salt, Bescanó, Sant Julià del Llor i Bonmatí och Sant Martí de Llémena. 
Terrängen i Sant Gregori är kuperad åt nordväst, men åt sydost är den platt.